# فرزانه کابلی
فرزانه کابلی (زاده ۱۲ اردیبهشت ۱۳۲۸) رقصنده و بازیگر ایرانی است.

## زندگی

### دوران کودکی
فرزانه کابلی زاده 12 اردیبهشت ۱۳۲۸/ ۲ مه ۱۹۴۹ در تهران است. پدرش افغان و مادرش ایرانی که هر دو نوازنده بودند. از کودکی همواره علاقه زیادی به رقص و بازیگری نشان می‌داد و در مدرسه هم این فعالیت‌ها را دنبال کرد. او دوره باله در وزارت فرهنگ و هنر گذراند. همچنین در دوران دبیرستان به مدت ۴ سال قهرمان پرش ارتفاع دورهٔ اول دبیرستان‌های تهران شد.

### پیش از انقلاب ۱۳۵۷
کابلی در هنرستان ملی فولکلور ایران گرایش رقص‌های ملی و فولکلور خواند و بسیاری از رقص‌های ایران را آنجا آموخت و اجرا کرد. در طول این دوره و مدت‌ها پس از آن برای طرفداران هنر در ایران و کشورهای دیگر رقص‌های فولکلور و سنتی ایرانی چون تربت جام، کردی، بجنوردی، کهگیلویه و بویراحمد، آذری، بلوچی، سیستانی، ترکمن، گیلانی، مازندرانی، شوشتری و همچنین رقص‌های کلاسیکی چون هفت‌پیکر نظامی، چهل‌ستون، و ضرب و زنگوله را اجرا کرد. وی همچنین جزء گروه پنج نفره رقص‌های فولکلور بود که برای جشن‌های ۲۵۰۰ ساله انتخاب شد و در آن جشن در مقابل پادشاهان و رؤسای کشورهای مدعو به صورت تک‌نفره رقصید. فرزانه کابلی از شاگردان رابرت دووارن رقصنده بلژیکی بریتانیایی است که بیش از ۱۱ سال در ایران زندگی کرد و رقص‌های فولکلور ایران گرد آورد. مهرداد پهلبد، وزیر فرهنگ وقت، فرزانه کابلی را «ستارۀ رقص‌های محلی ایران» نامید. او از جمله رقصندگانی بود که بر صحنه تالار نوساز رودکی رقصید.

### پس از انقلاب
پس از انقلاب ایران، فرزانه کابلی فعالیت‌هایش را در سینما و تئاتر آغاز کرد. وی که در سال ۱۳۴۶ به استخدام وزارت فرهنگ و هنر وقت درآمده بود، در سال ۱۳۵۷ به استخدام ادارهٔ تئاتر درآمد. اولین نمایش تئاتر وی همه پسران من اثر آرتور میلر به کارگردانی اکبر زنجان‌پور بود. نخستین حضور تلویزیونی وی مجموعه ستارخان به کارگردانی جهانگیر الماسی بود. او در این نمایش با بازیگرانی چون خسرو شکیبایی، هادی مرزبان و ثریا قاسمی همبازی بود. فرزانه کابلی فعالیت سینمایی خود را در سال ۱۳۶۳ با فیلم صاعقه به کارگردانی ضیاءالدین دری آغاز کرد. دومین بازی وی در یک فیلم سینمایی مربوط به فیلم تنوره دیو به کارگردانی داریوش عیاری بود. وی در اواسط دهه ۱۳۶۰ در سریال علی کوچولو به کارگردانی امیرحسین قهرایی که از شبکه دوم سیمای جمهوری اسلامی پخش شد در نقش مادر علی کوچولو ظاهر شد.
کابلی علاوه بر بازی در تئاتر و سینما و طراحی رقص به اجرای رقص‌های تنها (تک‌نفره) برای تماشاگران زن پرداخت. انتشار فیلمی از یکی از کلاس‌های رقص وی در سال ۱۳۷۴ زمینه کناره‌گیری او از عرصه هنر شد. وی از همان زمان به مدت چندسالی به آمریکا مهاجرت کرد و در آنجا به آموزش مدرن رقص پرداخت.
در سال‌های اخیر وی رقص‌هایی در آلمان و استرالیا به روی صحنه برد که در استرالیا خود نیز به اجرای رقص پرداخت. یک فیلم جنجال‌برانگیز از مهمانی رقص فرزانه کابلی و کمند امیرسلیمانی در اواسط دهه ۱۳۷۰ موجی از مشکلات و مسائل را برای هنرمندان حاضر در آن مهمانی به‌همراه داشت.

## زندگی شخصی
هادی مرزبان بازیگر و کارگردان تئاتر، همسر و علی‌اصغر گرمسیری بازیگر قدیمی تئاتر و سینما، دایی وی بود.

## کارنامه هنری

### سینما
| سال  | نام                | سمت               | کارگردان           |
| ---- | ------------------ | ----------------- | ------------------ |
| ۱۳۸۵ | بچه‌های ابدی        | بازیگر            | پوران درخشنده      |
| ۱۳۸۵ | مادرزن سلام        | بازیگر            | خسرو ملکان         |
| ۱۳۷۴ | خواهران غریب       | رقص‌پرداز          | کیومرث پوراحمد     |
| ۱۳۷۴ | طالع سعد           | بازیگر و رقص‌پرداز | مهستی بدیعی        |
| ۱۳۷۳ | سمفونی تهران       | بازیگر و رقص‌پرداز | رسول صدرعاملی      |
| ۱۳۷۰ | برخورد             | بازیگر            | سیروس الوند        |
| ۱۳۷۰ | افسانه شهر لاجوردی | رقص‌پرداز          | محمدعلی نجفی       |
| ۱۳۶۹ | چون ابر در بهاران  | بازیگر            | سعید امیرسلیمانی   |
| ۱۳۶۹ | رنو تهران - ۲۹     | بازیگر            | سیامک شایقی        |
| ۱۳۶۸ | دستمزد             | بازیگر            | مجید جوانمرد       |
| ۱۳۶۸ | کاکلی              | بازیگر            | فریال بهزاد        |
| ۱۳۶۷ | در مسیر تندباد     | بازیگر            | مسعود جعفری جوزانی |
| ۱۳۶۶ | شیرک               | بازیگر            | داریوش مهرجویی     |
| ۱۳۶۶ | مار                | بازیگر            | مجید جوانمرد       |
| ۱۳۶۵ | شبح کژدم           | بازیگر            | کیانوش عیاری       |
| ۱۳۶۵ | کنار برکه‌ها        | بازیگر            | یدالهگ نوعصری      |
| ۱۳۶۴ | تنوره دیو          | بازیگر            | کیانوش عیاری       |
| ۱۳۶۴ | مردی که موش شد     | بازیگر            | احمد بخشی          |
| ۱۳۶۳ | صاعقه              | بازیگر            | سید ضیاءالدین دری  |

### تلویزیون
| سال       | نام                    | سمت    | کارگردان                            | توضیحات                                                                     |
| --------- | ---------------------- | ------ | ----------------------------------- | --------------------------------------------------------------------------- |
| ۱۳۷۳      | تله‌تئاتر «آمیز قلمدون» | بازیگر | هادی مرزبان                         | شبکه ۲ / پخش نگردید. نویسنده: «اکبر رادی» کارگردان تلویزیونی: «بیژن صمصامی» |
| ۱۳۷۳      | همه وصیت من            | بازیگر | خسرو ملکان                          |                                                                             |
| ۱۳۷۰      | روزهای برفی            | بازیگر | مجید جوانمرد                        | برنامه کودک و نوجوان شبکه ۲                                                 |
| ۱۳۶۸      | پسرعموها               | بازیگر | جواد کهنمویی                        | برنامه کودک و نوجوان شبکه ۲                                                 |
| ۱۳۶۶–۱۳۶۸ | با سلسله حکمت          | بازیگر | اکبر خواجویی سیروس مقدم مرتضی جعفری | شبکه ۱                                                                      |
| ۱۳۶۴      | علی کوچولو             | بازیگر | امیرحسین قهرایی                     |                                                                             |
| ۱۳۶۳–۱۳۶۴ | امیرکبیر               | بازیگر | سعید نیک‌پور                         |                                                                             |
| ۱۳۶۳      | سربداران               | بازیگر | محمدعلی نجفی                        |                                                                             |
| ۱۳۶۳      | باغ قصه                | بازیگر | گلناز افضل                          |                                                                             |
| ۱۳۶۱      | همشهری                 | بازیگر | جهانگیر الماسی سیاوش طهمورث         | کارگردانان تلویزیونی: مسعود فروتن و حسین فردرو                              |
| ۱۳۵۸      | ستارخان                | بازیگر | جهانگیر کمالی                       |                                                                             |

### تئاتر
- همه پسران من (اکبر زنجان‌پور) تهران، تالار سنگلج؛ ۱۳۵۹ (بازیگر و رقص‌پرداز)
- فراری (فرهاد مجدآبادی) تهران، اداره تئاتر، خانه نمایش؛ ۱۳۶۱ (بازیگر)
- شاهزاده و گدا (هادی مرزبان) تهران، تئاتر شهر، تالار اصلی؛ ۱۳۶۵ (بازیگر)
- نسیمی (هرمز هدایت)؛ ۱۳۶۵ (بازیگر)
- تبعه دست دوم (منیژه محامدی) تهران، تئاتر شهر، تالار قشقایی؛ ۱۳۶۵ (بازیگر و رقص‌پرداز)
- پرستوها (سعید امیرسلیمانی) تهران، تئاتر شهر، تالار چهارسو؛ ۱۳۶۷ (بازیگر و رقص‌پرداز)
- آهسته با گل سرخ (هادی مرزبان) تهران، تئاتر شهر، تلار اصلی؛ ۱۳۶۷ (بازیگر)
- پرواز بر فراز آشیانه فاخته (منیژه محامدی) تهران، تئاتر شهر، تالار اصلی؛ ۱۳۶۸ (بازیگر)
- هاملت با سالاد فصل (هادی مرزبان) تهران، تئاتر شهر، تالار اصلی؛ ۱۳۶۹ (بازیگر)
- تنبور نواز (هادی مرزبان) تهران، تئاتر شهر، تالار اصلی؛ ۱۳۷۲ (بازیگر و رقص‌پرداز)
- آمیز قلمدون (هادی مرزبان) تهران، تئاتر شهر، تالار اصلی ؛۱۳۷۶ (بازیگر و رقص‌پرداز)
- شب روی سنگفرش خیس (هادی مرزبان) تهران، تالار اصلی؛ ۱۳۷۸ (بازیگر و رقص‌پرداز)
- حماسه انقلاب سنگ تهران، تالار وحدت؛ ۱۳۷۹ (کارگردان)
- باغ شبنمای ما (هادی مرزبان) تهران، تئاتر شهر، تالار اصلی؛ ۱۳۸۰ (بازیگر)
- میر عشق (هادی مرزبان) تهران، تالار وحدت؛ ۱۳۸۰ (بازیگر و رقص‌پرداز)
- سیمرغ (هادی مرزبان) تهران، تالار وحدت؛ ۱۳۸۱ (بازیگر و رقص‌پرداز)
- خاطرات هنرپیشهٔ نقش دوم (هادی مرزبان) تهران، تالار سنگلج؛ ۱۳۸۲ (بازیگر)
- حماسه انقلاب سنگ (هادی مرزبان) تهران، تالار وحدت؛ ۱۳۸۲ (بازیگر و رقص‌پرداز)
- جشنواره آیین تهران، تالار وحدت؛ ۱۳۸۲ (بازیگر و کارگردان)
- نوبت دیوانگی (هادی مرزبان) تهران، تالار وحدت؛ ۱۳۸۳ (بازیگر و رقص‌پرداز)
- ملودی شهر بارانی (هادی مرزبان) تهران، تئاترشهر، سالن اصلی؛ ۱۳۸۴ (بازیگر)
- پائین گذر سقاخانه (هادی مرزبان) تهران، تالار وحدت؛ ۱۳۸۵ (رقص‌پرداز)
- لبخند با شکوه آقای گیل (هادی مرزبان) تهران، تئاترشهر، تالار اصلی؛ ۱۳۸۶ (بازیگر)
- هاملت با سالاد فصل (هادی مرزبان)؛ ۱۳۸۸ (بازیگر)
- دزدآب (هادی مرزبان) جشنواره رضوی؛ (رقص‌پرداز)
- خانمچه و مهتابی (هادی مرزبان) تهران سالن اصلی برج آزادی نویسنده اکبر رادی ۱۳۸۹ (بازیگر)
- تانگوی تخم‌مرغ داغ تالار وحدت ۱۳۹۳
- بازار عاشقان (هادی مرزبان) تالار وحدت ۱۳۹۵[۵]
- بنگاه تاترال (هادی مرزبان) تهران تالار سنگلج ۱۳۹۶ (بازیگر)
- آمیز قلمدون (هادی مرزبان) ایرانشهر - سالن استاد ناظرزاده کرمانی[۶] و پردیس تئاتر شهرزاد[۷] ۱۳۹۷

## جوایز
- نامزد سیمرغ بلورین بهترین بازیگر نقش مکمل زن برای فیلم «در مسیر تندباد» (هفتمین دوره جشنواره فیلم فجر؛ مسابقه سینمای ایران - ۱۳۶۷)